# Piranha
Pour les articles homonymes, voir Piranha (homonymie).
Ne doit pas être confondu avec Piranha.
 (mai 2013).
Si vous disposez d'ouvrages ou d'articles de référence ou si vous connaissez des sites web de qualité traitant du thème abordé ici, merci de compléter l'article en donnant les références utiles à sa vérifiabilité et en les liant à la section « Notes et références ».
Taxons concernés
- espèces des genres suivants :
  - Pristobrycon
  - Pygocentrus
  - Pygopristis
  - Serrasalmusmodifier

Le terme Piranha (prononcé /pi.ʁa.ɲa/ ou /pi.ʁa.na/) est un nom ambigu qui désigne plusieurs espèces de poissons d'eau douce vivant dans les rivières d'Amérique du Sud. Les piranhas font partie de la famille des Characidae, sous-famille des Serrasalminae.
Les piranhas se regroupent en bancs  pour attaquer une proie plus grosse qu'eux. Ils n'en restent pas moins souvent solitaires, quelle que soit leur taille. Leur longueur moyenne est d'environ 15 à 25 cm ; ils peuvent cependant être plus grands. Parmi les dénominations non scientifiques : piraï (Guyane).
La plupart sont des prédateurs avec des dents aiguës et un appétit pour la viande. Contrairement à ce que dit la légende, ils ne s'attaquent pas systématiquement aux êtres vivants, mais seulement en présence de sang dans l'eau.

## Sous-famille desSerrasalminae
Les Serrasalminae sont surtout connus pour les piranhas et leur réputation de voracité. Pourtant les piranhas aux dents acérées ne représentent qu'une branche des Serrasalminae. Les espèces de la branche phytophage et/ou frugivore sont en fait plus nombreuses, souvent plus grosses, et recherchées en Amazonie et dans les Guyanes en raison de leur qualité gustative et de la valeur économique qu'elles représentent.
Les herbivores appartenant aux genres Mylesinus et Tometes, comme le Tometes lebaili (kumaru ou watau), l'un des plus gros poissons du bassin du Maroni en Guyane française, peuvent dépasser 6 kg. Ils s’alimentent de plantes rupestres (qui poussent sur les roches), appelées salades Kumaru de la famille des Podostemaceae, que l'on trouve dans les rapides ; ils peuvent aussi consommer des escargots d'eau. L'intestin de ces poissons est truffé de petits vers nématodes (Rondonia rondoni) dont la masse peut atteindre 15 % de celle de leur hôte : ces nématodes ne sont pas des parasites mais des symbiotes car ils sont abrités et nourris par le piranha, tout en l'aidant à digérer les feuilles de Podostemaceae.
De vastes bancs de piranhas carnivores patrouillent en pleine eau dans l'espoir que des petits poissons s'aventurent hors des plantes protectrices. Il leur arrive même de causer de gros dommages aux filets de pêche en s'attaquant aux poissons qui y sont emprisonnés, souvent au risque de s'y trouver pris eux-mêmes.
Les piranhas sont également connus pour leur capacité à émettre des sons,, grâce à des muscles spéciaux.

## Histoire évolutive
De nouvelles espèces de piranhas sont régulièrement découvertes.
Des recherches génétiques récentes laissent à penser que les piranhas ont subi une évolution accélérée lorsque l'océan Atlantique a submergé les basses terres. Isolées dans les cours supérieurs des rivières, les populations survivantes auraient suivi des directions différentes du fait de leur isolement géographique et des conditions de vie. Cette hypothèse est surtout appuyée par le fait qu'aucune des populations de basse altitude ne semble être plus vieille de trois millions d'années, date à laquelle l'océan s'est retiré.

## Liste des espèces désignées par le nom de «piranha»

Distribution du Serrasalmus

- Pristobrycon aureus
- Pristobrycon calmoni
- Pristobrycon striolatus
- Pygocentrus cariba
- Pygocentrus nattereri
- Pygocentrus piraya
- Pygopristis denticulata
- Serrasalmus altispinis
- Serrasalmus brandtii
- Serrasalmus compressus
- Serrasalmus eigenmanni
- Serrasalmus elongatus
- Serrasalmus gibbus
- Serrasalmus gouldingi
- Serrasalmus hastatus
- Serrasalmus humeralis
- Serrasalmus maculatus
- Serrasalmus manueli
- Serrasalmus marginatus
- Serrasalmus nattereri
- Serrasalmus rhombeus
- Serrasalmus sanchezi
- Serrasalmus serrulatus
- Serrasalmus spilopleura

## Dans la culture populaire
Le piranha est l'objet de nombreux fantasmes dans les œuvres de fiction, souvent en tant que prédateur très dangereux et habile, une menace alternative au requin.

### Bande dessinée
- Dans L'Oreille cassée, Tintin en Amérique du Sud tombe d'une barque dans une rivière infestée de piranhas. Il réussit à peu près indemne à rejoindre la berge.
- Dans les aventures du marsupilami, les piranhas sont à la fois ses proies et la terreur de ses adversaires.

### Cinéma
- L'ennemi de James Bond, Ernst Stavro Blofeld dans On ne vit que deux fois - le film tout comme dans le livre - possède dans sa propriété au Japon un bassin à piranhas.
- Le film Piranhas et ses suites réalisent un scénario horrifique en surfant sur l'image de carnassier du poisson.

### Jeux vidéo
- Dans plusieurs jeux de la série 'Rayman', le protagoniste progresse dans des marais dont l'eau sombre et morbide regorge de piranhas sauteurs.
- Dans Tomb Raider 3, Lara Croft est confrontée à des bancs de piranhas, notamment dans les niveaux situés en Inde et dans le Pacifique. Il s'agit d'ennemis invincibles et très rapides, qu'il est néanmoins possible d'esquiver car leurs déplacements sont facilement prévisibles. Les bancs de piranhas font leur retour dans Shadow of the Tomb Raider. À nouveau invincibles, il est possible d'échapper à leur vigilance en se cachant dans les algues tapissant les fonds des milieux aquatiques.
- Dans Créatures 2, les créatures peuvent mourir dévorées par des piranhas lorsqu'elles traversent la jungle.
- Dans la série Animal Crossing, le piranha est un poisson rare, pouvant être pêché dans la rivière de la ville en été.
- Dans le jeu ARK : Survival Evolved en tant que créature agressive des points d'eau.
- Dans Pokémon, le Pokémon Carvanha en est inspiré.

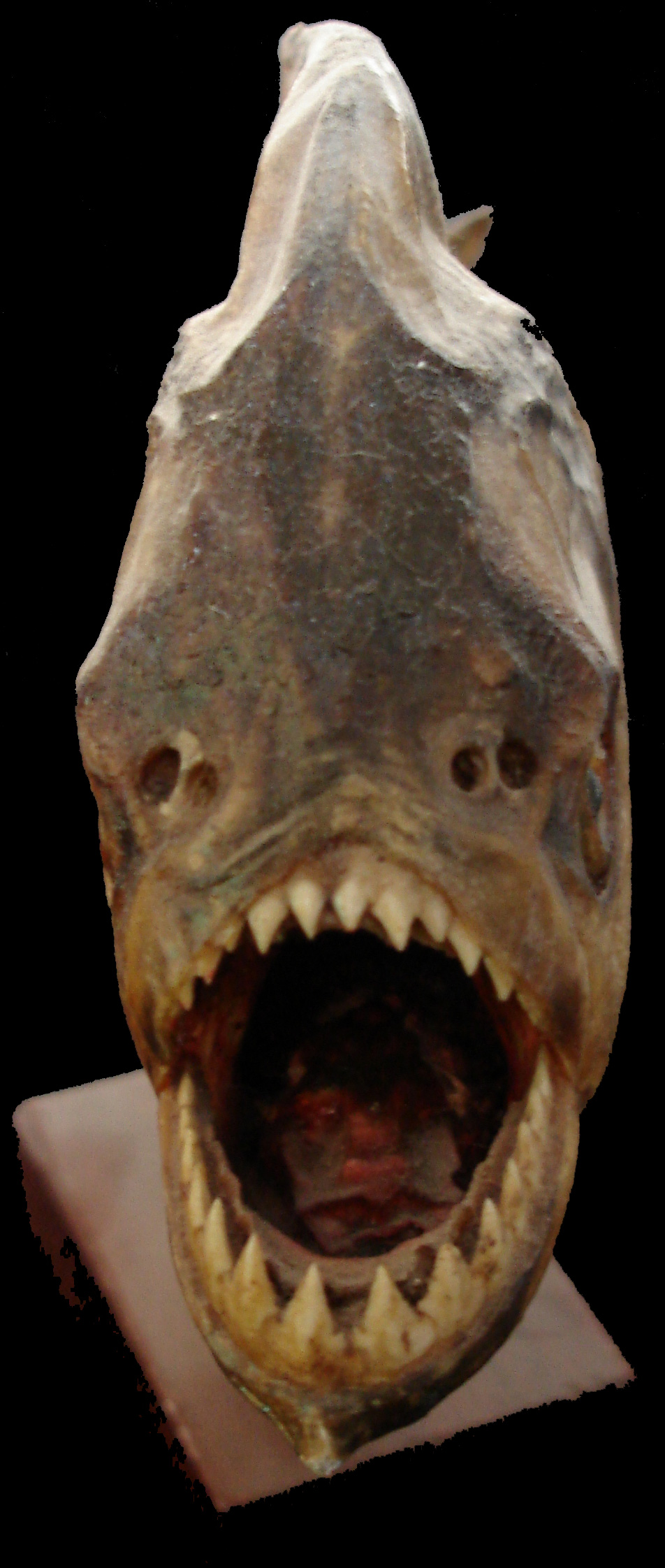
De face
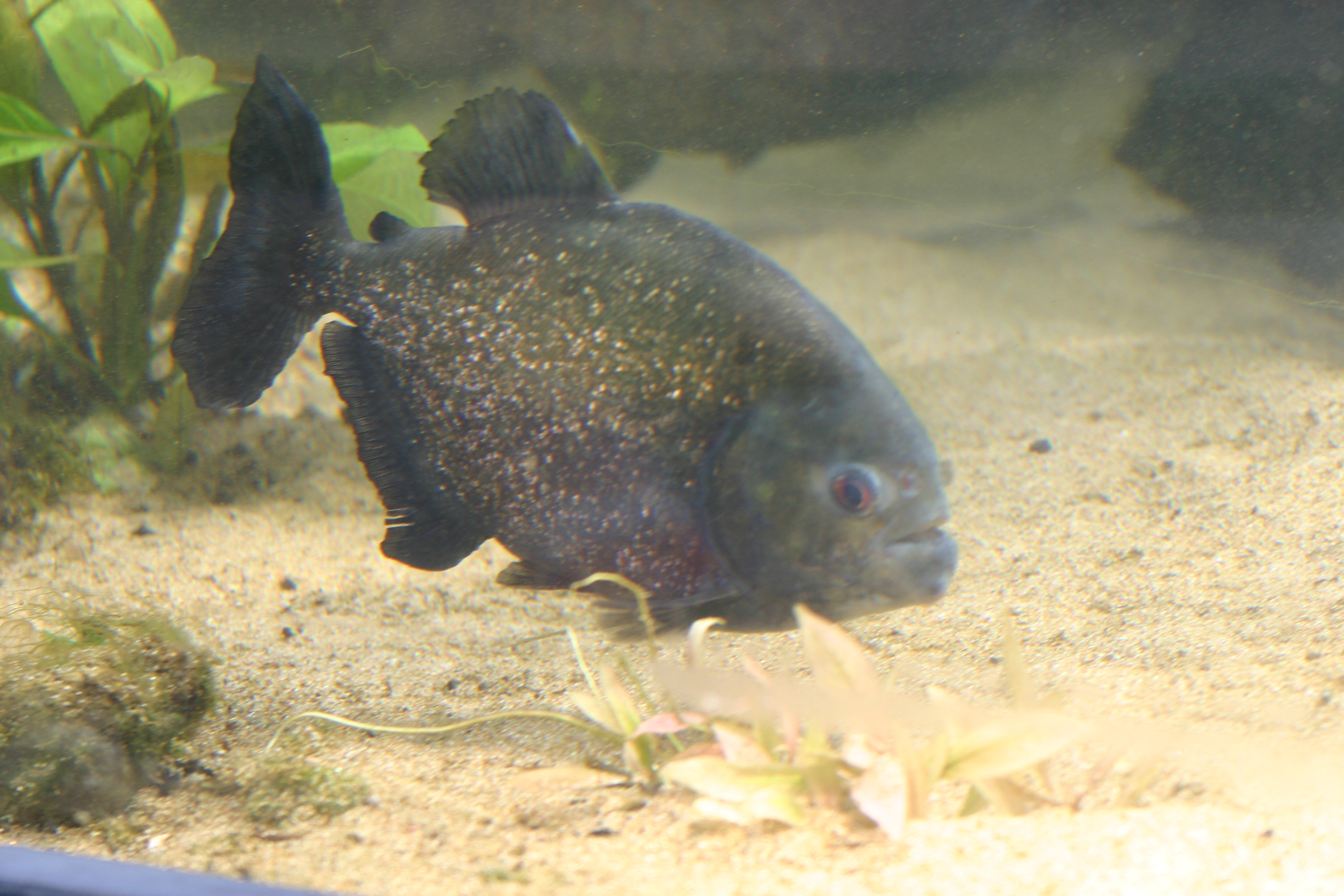
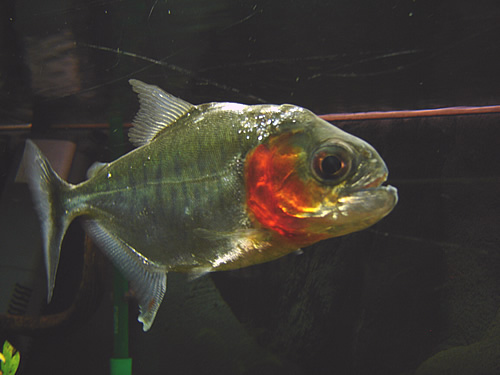
Serrasalmus manueli
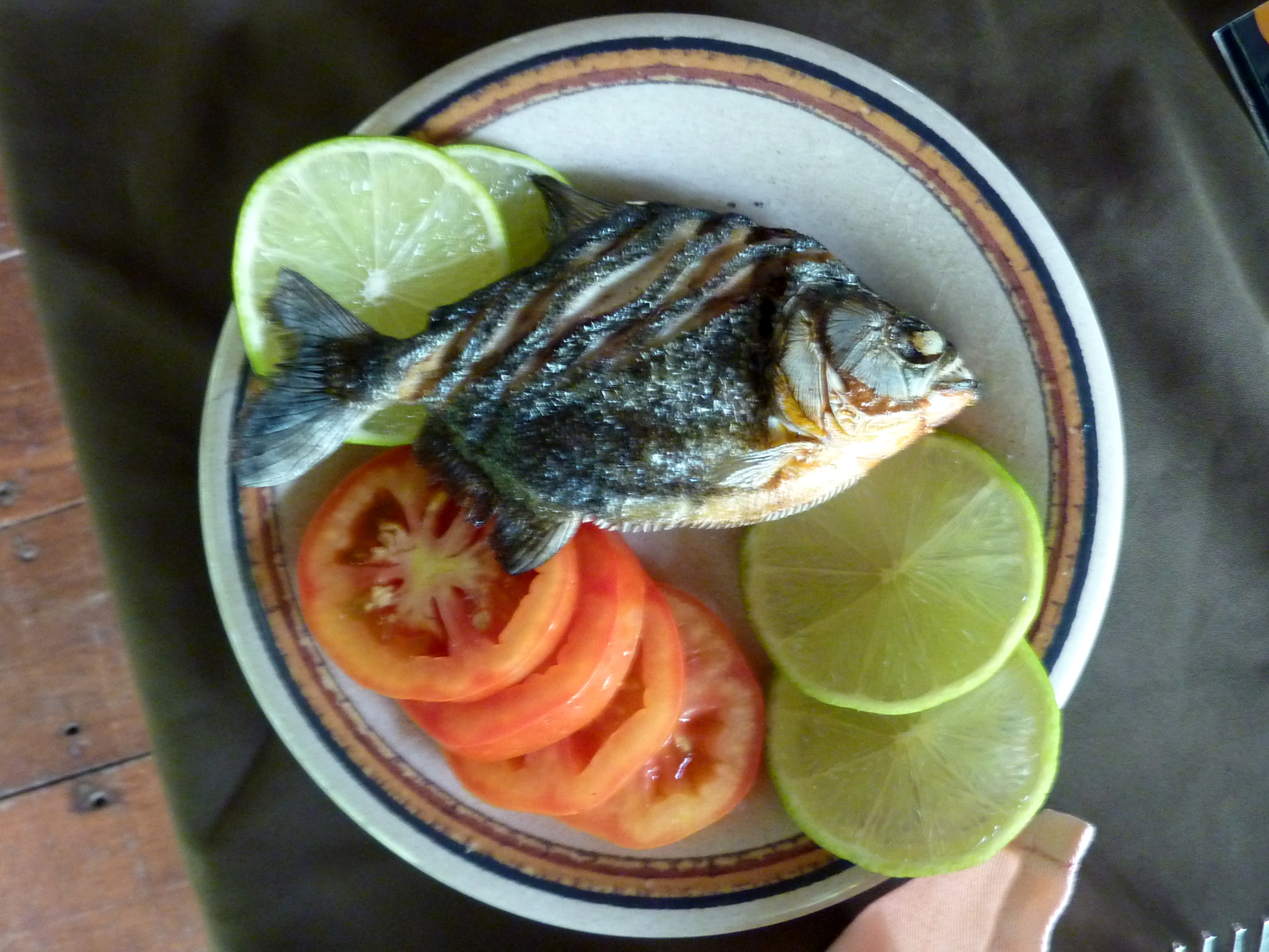
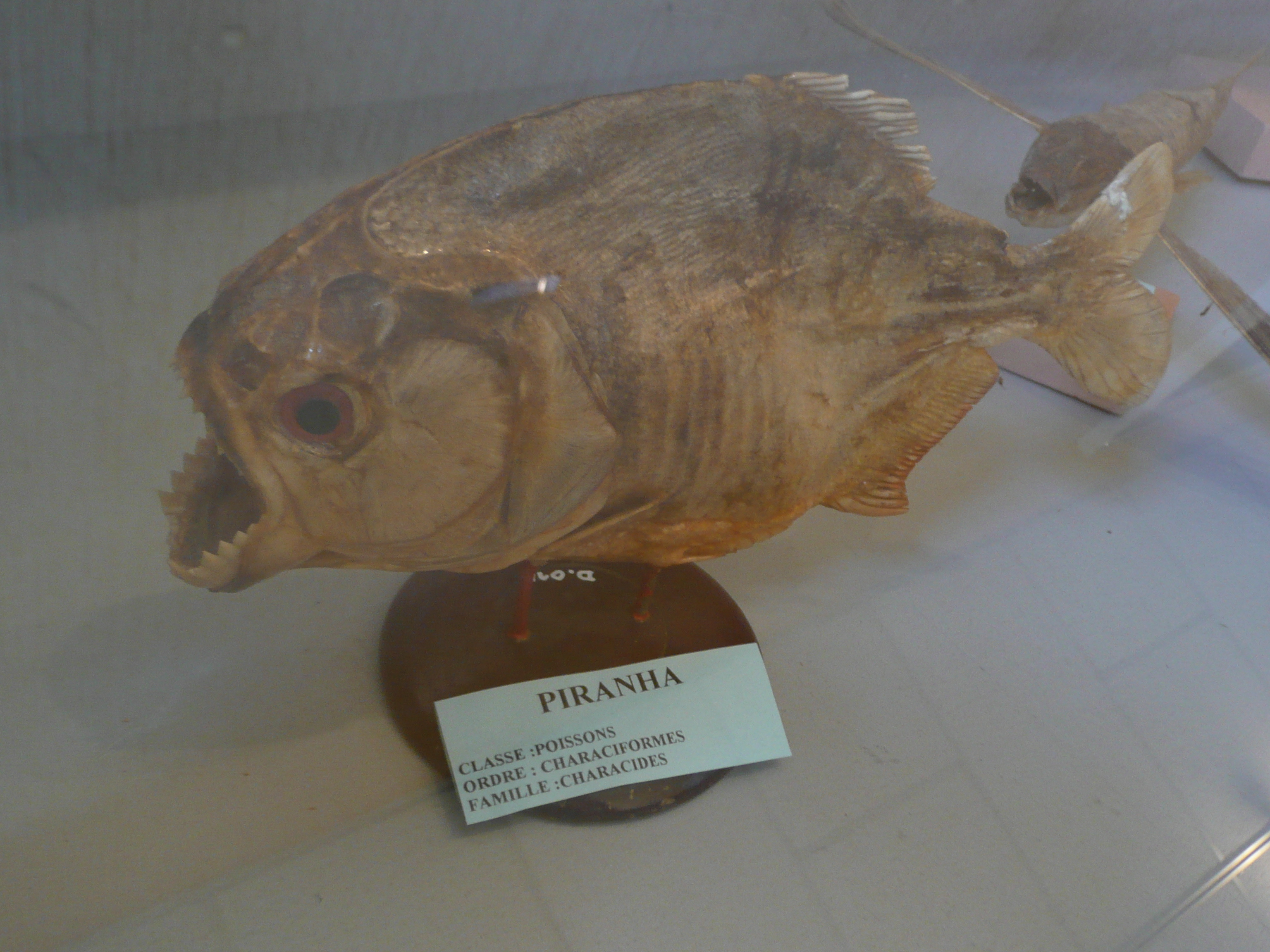